# Salgótarján BTC
El Salgótarjáni Barátok Torna Club es un equipo de fútbol de Hungría que milita en la NB III, la tercera liga de fútbol más importante del país.
Fue fundado en el año 1920 en la ciudad de Salgótarján y nunca ha sido campeón de la NB I y ha sido finalista del torneo de Copa en cuatro ocasiones.
A nivel internacional ha participado en un torneo continental, en la Copa UEFA de 1972/73, en la que fue eliminado en la Primera Ronda por el AEK Atenas de Grecia.

## Palmarés
- Copa de Hungría: 0
  - Finalista: 4

1940/41, 1942/43, 1955/56, 1967

## Participación en competiciones de la UEFA
- Copa UEFA: 1 aparición

1973 - Primera Ronda